# ユーリー・ウラジミロヴィチ (ピンスク公)
ユーリー・ウラジミロヴィチ（ロシア語: Юрий Владимирович ? - 1292年）は、トゥーロフ・イジャスラフ朝（キエフ大公イジャスラフ1世の子孫）出身者としては最後のピンスク公となった人物である。
ユーリーはピンスク公ウラジーミルの子であり、フョードルとデミドという兄がいた。1262年に彼ら三兄弟は、ガーリチ・ヴォルィーニ公ヴァシリコの、ネブラでのリトアニア大公国への勝利を祝ったという記述がある。また、死の間際の年代記における描写には、温良、謙虚、誠実な人物であったと記されている。なおムィハーイロ・フルシェーウシクィイの見解では、ユーリーの死は1288年もしくは1289年のことであるという。